# Leucophora annexa
Leucophora annexa är en tvåvingeart som beskrevs av Huckett 1940. Leucophora annexa ingår i släktet Leucophora och familjen blomsterflugor. Inga underarter finns listade i Catalogue of Life.